# Bahnhof Gelsenkirchen-Buer Nord
Gelsenkirchen-Buer Nord ist ein Trennungsbahnhof in Gelsenkirchen-Buer. Er befindet sich am Abzweig der VzG-Strecke 2252 nach Marl Lippe von der VzG-Strecke 2250 (Oberhausen-Osterfeld – Hamm (Westf) Rbf). Von 1905 bis 1998 diente die Betriebsstelle außerdem als Personenbahnhof; mit der Umstellung der hier verkehrenden Linie auf S-Bahn-Betrieb wurde die Zugangsstelle geschlossen und der verkehrstechnisch günstiger gelegene Haltepunkt Gelsenkirchen-Buer Nord Hp in Betrieb genommen. Dieser befindet sich östlich des ursprünglichen Bahnhofs auf dem Streckengleis nach Marl Lippe.

## Lage und Aufbau

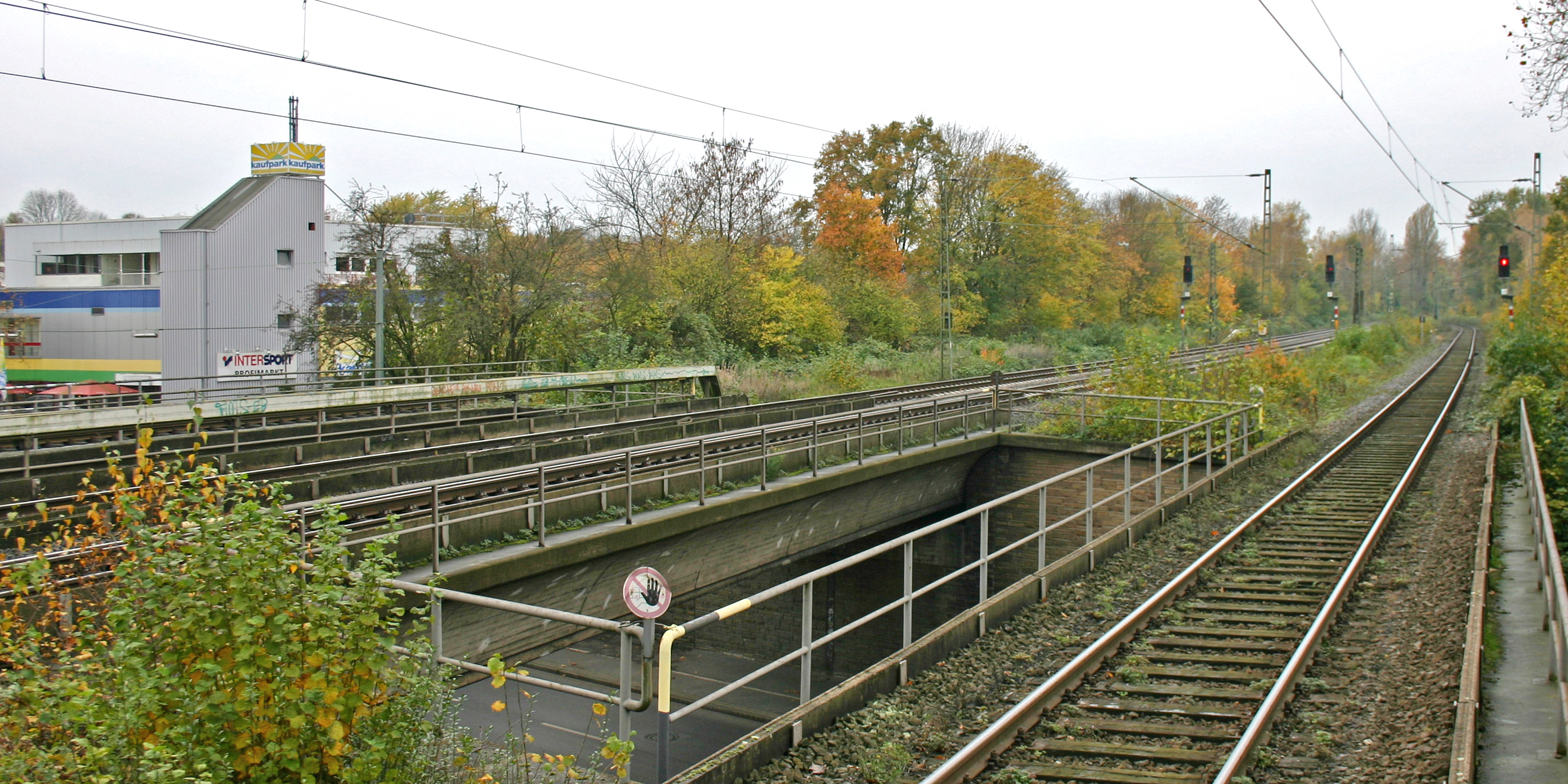
Überführung der Gleise über die Königswiese, der linke Überbau war für die zweigleisige Ausfädelung nach Marl vorgesehen, 2014

Der Bahnhof befindet sich im Norden von Gelsenkirchen-Buer am Kilometer 17,6 der Hamm-Osterfelder Bahn. Die umgangssprachlich als V9 bezeichnete Strecke nach Marl Lippe fädelt am östlichen Bahnhofskopf aus dieser aus. Der Bahnhof verfügt über drei Hauptgleise, davon zwei durchgehende Hauptgleise. Das dritte Gleis wird als Abstellgleis vermietet. Das Empfangsgebäude steht südlich der Gleise mit Ausgang zur Straße Zum Alten Bahnhof. Es wird seit 2013 von einem Stoffhändler genutzt.
Östlich des Bahnhofs fädelt die V9 von der Hamm-Osterfelder Bahn aus. Der Haltepunkt der S-Bahn befindet sich an der V9 kurz hinter dem Einfahrsignal 48 G in Höhe der Straße Königswiese. Diese wird auf einer Brücke überquert und nördlich der Station als Polsumer Straße bezeichnet. Sie ist die direkte Verbindung von Buer in den Stadtteil Hassel, nach Polsum und Wulfen. Der Haltepunkt verfügt über einen einfachen Seitenbahnsteig und ist über einen Treppenaufgang sowie mit einer Aufzuganlage zu erreichen. Die Fläche zwischen Königswiese/Polsumer Straße und der Bahnstrecke dient als Park&Ride-Parkplatz.
Die Bahnstrecke nach Marl ist in Buer eingleisig angelegt, baulich aber für das zweite Streckengleis vorbereitet. Dieses würde östlich des Haltepunkts aus Richtung Marl zunächst die Hamm-Osterfelder Bahn unterqueren und anschließend parallel zu dieser verlaufen, so dass eine niveaufreie Trennung beider Strecken ohne Kreuzung des Gegengleises ermöglicht würde. Die Überführung dieses vierten Gleises über die Königswiese ist als Bauvorleistung erbracht. Der vorhandene Gleistrog diente einige Zeit als Ausziehgleis des Bahnhofs Buer Nord.

## Geschichte
Der Bahnhof Buer Nord (nach 1949: Gelsenkirchen-Buer Nord) wurde zusammen mit der Hamm-Osterfelder Bahn am 1. Mai 1905 eröffnet. Die hier abzweigende Strecke über Marl in Richtung Haltern am See ging am 27. September 1968 in Betrieb. Die Deutsche Bundesbahn gab den durchgehenden Personenverkehr in Richtung Hamm zum Sommerfahrplan 1983 auf. Die verbliebene Relation Haltern–Marl–Buer und weiter in Richtung Gladbeck und Bottrop blieb bestehen und wurde zum 24. Mai 1998 in das Netz der S-Bahn Rhein-Ruhr als Linie S9 einbezogen. Um einen günstigeren Umstieg zu den übrigen öffentlichen Verkehrsmitteln zu ermöglichen, wurde der Personenhalt mit der Umstellung zur Straße Königswiese verlegt. Der bisherige Bahnhof blieb als Betriebsstelle erhalten.

## Bedienung

### Schienenverkehr
Der Haltepunkt wird stündlich von der Linie S9 der S-Bahn Rhein-Ruhr bedient. Es bestehen direkte Verbindungen nach Haltern am See, Marl, Gladbeck, Bottrop, Essen, Velbert und Wuppertal.
| Linie | Verlauf | Takt   |
| ----- | --- | ------ |
| S 9   | Haltern am See – Marl-Hamm – Marl Mitte – GE-Hassel – GE-Buer Nord – Gladbeck West – Bottrop-Boy – Bottrop Hbf – E-Dellwig Ost – E-Gerschede – E-Borbeck – E-Borbeck Süd – Essen West – Essen Hbf – E-Steele – E-Überruhr – E-Holthausen – E-Kupferdreh – Velbert-Nierenhof – Velbert-Langenberg – Velbert-Neviges – Velbert-Rosenhügel – Wülfrath-Aprath – W-Vohwinkel – W-Sonnborn – W-Zoologischer Garten – W-Steinbeck – Wuppertal Hbf Stand: Fahrplanwechsel Dezember 2023 | 60 min |

### Busse und Straßenbahnen
Die Bushaltestelle Gelsenkirchen-Buer Nord (S) wird von drei Tages- und einer Nachtbuslinie der Vestischen Straßenbahnen angefahren; hinzu kommt die Schnellbuslinie SB28 des Busverkehrs Rheinland, welche Buer mit Dorsten und Schermbeck verbindet (in Schermbeck besteht direkter Anschluss nach Wesel). Die Linien 212, 222, 243 und 244 sowie die Nachtbuslinie NE9 der Vestischen Straßenbahnen stellen die Anschlüsse in die benachbarten Ortsteile Resse und Hassel sowie nach Recklinghausen, Herten, Marl her. Über die weiter südlich gelegene Haltestelle Königswiese besteht ferner Anschluss zu weiteren Buslinien der Vestischen Straßenbahnen in Richtung Gladbeck, Bottrop und Oberhausen (Gemeinschaftsverkehr mit den Stadtwerken Oberhausen / STOAG).
| Linie | Verlauf | Takt (Mo–Fr) |
| ----- | --- | ------------ |
| SB28  | Gelsenkirchen-Buer Rathaus – Gelsenkirchen-Buer Nord Bf – Gelsenkirchen-Hassel – Oberscholven – Ulfkotte – Feldmark – Dorsten Willy-Brandt-Ring – Dorsten ZOB Weiterfahrt in Dorsten ZOB als Linie SB18 nach Schermbeck                                                                          | 30 min       |
| 212   | Herten Mitte (Herten , 500 m) – Herten Rathaus (Herten , 300 m) – Westerholt – Westerholt Bf – Herten-Bertlich – GE-Hassel Bf – Gelsenkirchen-Hassel – Gelsenkirchen-Buer Nord Bf – Gelsenkirchen-Buer Rathaus                                                                                   | 30 min       |
| 222   | Marl-Sinsen – Sinsen Bf – Lenkerbeck – Hüls – Drewer – Marl Mitte – Alt-Marl – Polsum Ehrenmal – Gelsenkirchen-Hassel – Gelsenkirchen-Buer Nord Bf – Gelsenkirchen-Buer Rathaus | 30 min       |
| 243   | Gelsenkirchen-Buer Rathaus – Gelsenkirchen-Buer Nord Bf – Gelsenkirchen-Hassel / (GE-Hassel Friedhof – GE-Hassel Bf ) (zeitweise) – Herten-Bertlich – Westerholt – Langenbochum Bergwerk Schlägel und Eisen – Paschenberg – Über den Knöchel (Herten , 150 m) – Herten Mitte (Herten , 500 m)    | 60 min       |
| 244   | Gelsenkirchen-Hassel Friedhof – Gelsenkirchen-Buer Nord Bf – Buer Rathaus – Gelsenkirchen-Resse Cäcilienhof | 30 min       |
| NE9   | Gelsenkirchen-Buer Rathaus – Gelsenkirchen-Buer Nord Bf – Gelsenkirchen-Hassel – GE-Hassel Bf – Herten-Bertlich – Westerholt – Langenbochum – Scherlebeck – Disteln – Herten Mitte (Herten , 500 m) NachtExpress: In den Nächten von Freitag auf Samstag, Samstag auf Sonntag und vor Feiertagen | 60 min       |

Der (alte) Bahnhof verfügte darüber hinaus bis 1984 über einen Straßenbahnanschluss, die gleichnamige Haltestelle befand sich etwa 100 Meter südlich des Empfangsgebäudes am Nordring und trägt seit seiner Verlegung zur Königswiese im Jahr 1998 den Namen Gerhart-Hauptmann-Straße. Die Haltestelle ging zusammen mit dem Abschnitt Buer – Gladbeck der Vestischen Kleinbahnen (ab 1940: Vestische Straßenbahnen) am 1. März 1925 in Betrieb. Ab 1978 war sie für zwei Jahre Endpunkt der Vestischen Linie 10 (ab 1. Januar 1980: Linie 210) nach Recklinghausen Hauptbahnhof. Mit der weiteren Verkürzung dieser Linie nach Herten übernahm zum 1. Oktober 1980 die Linie 302 der Bochum-Gelsenkirchener Straßenbahnen (Bogestra) den Abschnitt Buer Rathaus – Buer Nord. Die Verbindung wurde vier Jahre darauf, am 30. Juni 1984, endgültig aufgegeben. Hintergrund der Einstellung waren fehlende Ersatzteile für eine Weiche am Rathaus Buer; die Strecke gehörte bis zuletzt den Vestischen Straßenbahnen, welche am 3. Oktober 1982 mit dem letzten Streckenteil Recklinghausen Hbf. – Herne Bf. der Gemeinschaftslinie 305 (Vestische und Bogestra) ohnehin den Schienennahverkehr beendeten.
Mit dem Wegfall der Straßenbahn entstand am Rathaus Buer der heute noch gegebene Umsteigezwang für Fahrgäste, die von Norden kommend weiter in den Gelsenkirchener Süden fahren. Am Rathaus Buer enden jeweils die Buslinien der Vestischen und die Busse und Straßenbahnen der Bogestra. Ziele wie die Fachhochschule Gelsenkirchen, Erle, die Veltins-Arena, die ZOOM Erlebniswelt sowie das Gelsenkirchener Stadtzentrum mit dem Hauptbahnhof sind somit nicht umsteigefrei zu erreichen. Der Ortsverband der Grünen in Gelsenkirchen forderte daher im Jahr 2010, die Straßenbahnlinie 302 der Bogestra vom Rathaus Buer bis zum (neuen) Bahnhof Buer Nord zu verlängern, um einen Teil der genannten Ziele direkt anzubinden. Der Mittelstreifen auf der Königswiese/Nordring wurde noch bis zum 29. Mai 1977 von den Straßenbahnen der Vestischen genutzt.

## Stellwerk

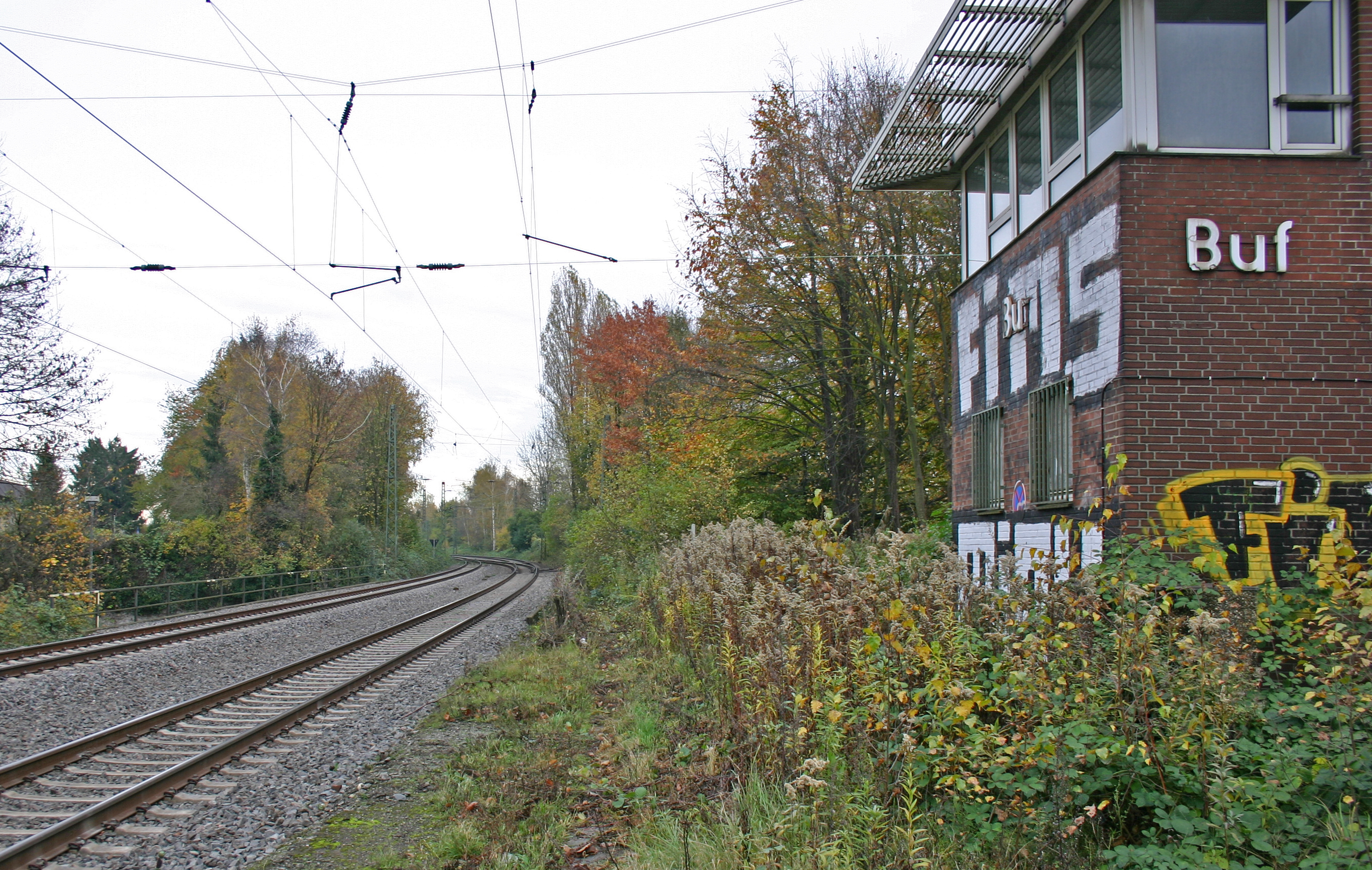
Ehemaliges Stellwerk Buf, 2014

Der Bahnhof verfügte bis 2012 über ein Relaisstellwerk der Bauart SpDrL30 von Standard Elektrik Lorenz. Seit 2007 erfolgt die Steuerung und Überwachung der Weichen und Signale vom Stellwerk Of in Oberhausen-Osterfeld. Neben dem alten Stellwerk entstand ein Bereichsrechner, der den Bahnhof und die benachbart an der VzG-Strecke 2250 gelegenen Betriebsstellen Gladbeck West und Westerholt sowie die an der VzG-Strecke 2252 gelegene Anschlussstelle Marl CWH steuert.

## Zukunft
Seit dem 11. September 2020 verkehrt die S9 nach Haltern am See über Marl bzw. Wuppertal über Essen im Stundentakt. Die von und nach Recklinghausen über die Hertener Bahn verkehrenden Züge können aufgrund fehlender Bahnsteige an den Streckengleisen nicht halten. Ein Ausbau ist im Rahmen der Reaktivierung der Bahnstrecke für den Personenverkehr bereits seit mehreren Jahren in Planung.
Derzeit werden an den Gleisen der Hertener Bahn zwei Bahnsteige errichtet, sodass voraussichtlich ab dem Fahrplanwechsel im Dezember 2024 alle Züge der Linie S9 in Gelsenkirchen-Buer Nord halten können. Hierdurch werden eine Direktverbindung nach Herten und Recklinghausen sowie eine Anbindung in Richtung Bottrop, Essen und Wuppertal im 30-Minuten-Takt geschaffen.